# FreeRADIUS
FreeRadius је модуларни, слободан RADIUS пакет високих перформанси, који развијен и дистрибуиран под ГНУ-овом општом јавном лиценцом, и бесплатан за преузимање и коришћење. FreeRADIUS пакет укључује RADIUS сервер, BSD лиценцирану RADIUS клијент библиотеку, ПАМ библиотеку, Апач модул и бројне додатне RADIUS сродне програме и развијене библиотеке.
У већини случајева, реч "FreeRADIUS" се односи на слободан софтвер отвореног кода РАДИУС сервера овог пакета.
FreeRADIUS је најпопуларнији RADIUS сервер отвореног кода и најшире распоређени RADIUS сервер на свету. Он подржава све уобичајене провере идентитета протокола, а сервер долази са администрационим алатом веб корисника заснован на PHP-у који се назива диал ап админ. То је основа за многе комерцијалне RADIUS производе и услуге, као што су уграђени системи, RADIUS уређаја који подржавају контролу приступа мрежи и  WiMAX. Она снабдева ААА потребе многих Фортуне-500 компанија, Телекомуникационе оператере, и  Tier 1 ISP-а. Такође је у широкој употреби у академској заједници, укључујући и едуром. Сервер је брз, богат функцијама, модуларан, и прилагодљив.

## Историја
FreeRADIUS је започет у августу 1999. године од стране Алан Декока и Мигела ван Смуренбурга. Мигел је раније написао цистрон RADIUS сервер, који је имао широку потрошњу када Ливингстон сервер није био одржаван. FreeRADIUS је почео да створа нови RADIUS сервер, користећи модуларни дизајн који ће охрабрити активније укључивање заједнице.
Од новембра 2014. је FreeRADIUS Пројекат има четири основна чланова тима: Алан Декок (руководилац пројекта), Аран Кудбард-Бел, Фил Мајерс и Матју Њутаун.
Најновије главно издање је FreeRADIUS 3. FreeRADIUS 3 укључује подршку за РАДИУС преко ТЛС-а, укључујући  RadSec, потпуно преписан rlm_ldap модул, и стотине других мањих доследности и употребљивости побољшања. Најновија зрела верзија одржава стабилност пре функција.
Претходно главно издање в2.2.х је ушао у завршну фазу своје производње, а сада ће примати само безбедносне исправке.
Истраживање је показало да у 2006. години његов број корисника  укупно 100 милиона људи.

## Карактеристике
Модули укључују подршку сервера LDAP, MySQL, PostgreSQL, Oracle, и многим другим базама података. Он подржава све популарне типове ЕAP-провере, укључујући PEAP и EAP-TTLS. Више од 100 добављача речника су укључени, осигуравајући компатибилност са широким спектром НАС уређаја.
Верзија 2.0.0 додаје подршку за виртуелни хостинг, IPv6, VLAN, и новим језиком политике која поједностављује многе сложене конфигурације.

## Администрациони алати
- daloRADIUS: веб базирана менаџмент апликација у циљу управљања приступних тачака и ИСП распоређивању. Уз једноставан кориснички интерфејс, прилично добро графичко извештавање, рачуноводство, такође и обрачун мотора и интегрише се са Гугл Мапама за гео-лоцирање.
- phpRADmin: алат написан у PHP-у намењен за руковање администрацијом и пружање FreeRADIUS-а преко Веба са MySQL као позадине.
- Dialup Admin: моћни веб интерфејс писан у PHP-у долази са FreeRADIUS-ом за администрирање радијус корисника. Диалуп Администратор подржава кориснике и у SQL-у (MySQL или PostgreSQL су подржани) или у LDAP-у. Није више под активним развојем.
- ezRadius: веб базирана менаџмент апликација. Главни циљ је да се обезбеди RADIUS сервер или хотспот администратор једноставна веб базирана менаџмент апликација. FreeRADIUS мора бити конфигурисан да користи MySQL као позадину.